# 邱衍汉
邱衍汉（1944年11月—）湖北天门人，中国人民解放军中将。 

## 生平
1944年邱衍汉生于今湖北省天门市岳口镇。1960年7月参加中国人民解放军。1965年12月加入中国共产党。大专学历。1960年7月为陆军步兵第86团5连战士。1961年7月到1962年4月，在信阳步兵学校机要训练队学习。1962年4月到1972年11月，任第29师司令部机要科译电员，作训参谋。1972年11月到1978年12月，任步兵第168团作训股股长，1营营长，团参谋长。1978年12月到1979年9月，任第十九军司令部作训处副处长。1979年9月到1981年7月，在北京军事学院学习。1981年7月，出任兰州军区守备第1师司令部副参谋长。1983年5月到1984年11月，任陆军第57师副师长。1984年11月到1993年8月，任陆军第56师师长。1993年8月，出任南疆军区副司令员。1997年7月，升任南疆军区司令员。1999年，任陕西省军区司令员。2000年10月至2007年12月，任新疆军区司令员。1995年晋升少将军衔，2001年晋升中将军衔。邱衍汉是中国共产党第十六届中央委员会候补委员。2007年10月递补为中国共产党第十六届中央委员会委员，但在随后召开的中共十七大上没有当选为中央委员或候补委员，致使他的中央委员任期只有十天，成为中共任期最短的中央委员之一。
2008年，当选第十一届全国政协常务委员，代表特别邀请人士，分入第五十五组。并担任人口资源环境委员会专委。